# Mangusteczka
Mangusteczka (Helogale) – rodzaj ssaków z podrodziny Mungosinae w obrębie rodziny mangustowatych (Herpestidae).

## Rozmieszczenie geograficzne
Rodzaj obejmuje gatunki występujące w Afryce.

## Morfologia
Długość ciała (bez ogona) 16–27 cm, długość ogona 14,2–18,3 cm, długość tylnej stopy 4,1–5,1 cm, długość ucha 1,4–2,1 cm; masa ciała 213–415 g.

## Systematyka
Rodzaj zdefiniował w 1862 roku angielski zoolog John Edward Gray w artykule zatytułowanym Notatka o Helogale, nowym rodzaju Viverridae, opublikowanym w czasopiśmie „Proceedings of the Zoological Society of London”. Gray wymienił dwa gatunki – Herpestes parvulus Sundevall, 1847 i Ichneumon tænianotus A. Smith, 1834 (= Viverra mungo J.F. Gmelin, 1788) – z których gatunkiem typowym jest (późniejsze oznaczenie) Herpestes parvulus Sundevall, 1847 (mangusteczka karłowata).

### Etymologia
Helogale: gr. ἑλος helos ‘bagno’; γαλεή galeē lub γαλή galē ‘łasica’.

### Podział systematyczny
Do rodzaju należą następujące występujące współcześnie gatunki:
| Grafika | Gatunek          | Autor i rok opisu | Nazwa zwyczajowa       | Podgatunki         | Rozmieszczenie geograficzne | Podstawowe wymiary                      | Status IUCN |
| ------- | ---------------- | ----------------- | ---------------------- | ------------------ | --- | --------------------------------------- | ----------- |
|         | Helogale hirtula | O. Thomas, 1904   | mangusteczka etiopska  | gatunek monotypowy | wschodnia Afryka w Dżibuti, południowej Etiopii, środkowej i południowej Somalii, północnej i środkowej Kenii oraz północno-wschodniej Kenii; zakres wysokości: do 600 m n.p.m.                            | DC: 20–27 cm DO: 15–18 cm MC: 220–354 g | LC          |
|         | Helogale parvula | (Sundevall, 1847) | mangusteczka karłowata | 7 podgatunków      | szeroko rozpowszechniony od Sudanu, Etiopii i Somalii, na południe do północno-wschodniej Południowej Afryki (KwaZulu-Natal), na zachód do Angoli i zachodniej Namibii; zakres wysokości: do 1100 m n.p.m. | DC: 16–23 cm DO: 14–19 cm MC: 213–415 g | LC          |

Kategorie IUCN:  LC  – gatunek najmniejszej troski.
Opisano również gatunki wymarłe z plejstocenu Afryki:
- Helogale kitafe Wesselman, 1984[11]
- Helogale palaeogracilis (Dietrich, 1942)[12]